# Wojciech Jakimowicz
Wojciech Jakimowicz (ps. „Boryna”, ur. 1911, zm. 14 stycznia 1945 w Pogwizdowie) – architekt, narodowiec (ONR), żołnierz Brygady Świętokrzyskiej, więzień KL Auschwitz.

## Życiorys
Ukończył Gimnazjum im. Władysława IV w Warszawie, uzyskując maturę w 1930. W latach 1931–1939 studiował na Wydziale Architektury PW, lecz pracę dyplomową obronił dopiero w konspiracji w 1943. Działał w ONR. Był redaktorem naczelnym pisma „Młoda Architektura”.
W czasie wojny był żołnierzem ZJ. Przebywał jako więzień w KL Auschwitz (1940–1941). Od 1942 do 1944 był aktywny w Wydziale Kultury Służby Cywilnej Narodu. Uczęszczał na kurs w Szkole Podchorążych NSZ. Służył jako podporucznik w Brygadzie Świętokrzyskiej. Poległ podczas próby przebicia się Brygady przez front niemiecki.